# Winklarn
Winklarn é um município da Alemanha, situado no distrito de Schwandorf, no estado da Baviera. Tem 33,71 km² de área, e sua população em 2019 foi estimada em 1.375 habitantes.